# Большая Дубенка

Большая Дубенка — река в Селижаровском районе Тверской области России. Устье реки находится в 3432 км по правому берегу реки Волги (озеро Волго). Длина реки составляет 33 км, площадь водосборного бассейна — 134 км².

## Данные водного реестра
По данным государственного водного реестра России относится к Верхневолжскому бассейновому округу, водохозяйственный участок реки — Волга от Верхневолжского бейшлота до города Зубцов, без реки Вазуза от истока до Зубцовского гидроузла, речной подбассейн реки — бассейны притоков (Верхней) Волги до Рыбинского водохранилища. Речной бассейн реки — (Верхняя) Волга до Куйбышевского водохранилища (без бассейна Оки).
По данным геоинформационной системы водохозяйственного районирования территории РФ, подготовленной Федеральным агентством водных ресурсов:
- Код водного объекта в государственном водном реестре — 08010100412110000000212
- Код по гидрологической изученности (ГИ) — 110000021
- Код бассейна — 08.01.01.004
- Номер тома по ГИ — 10
- Выпуск по ГИ — 0